# 1160

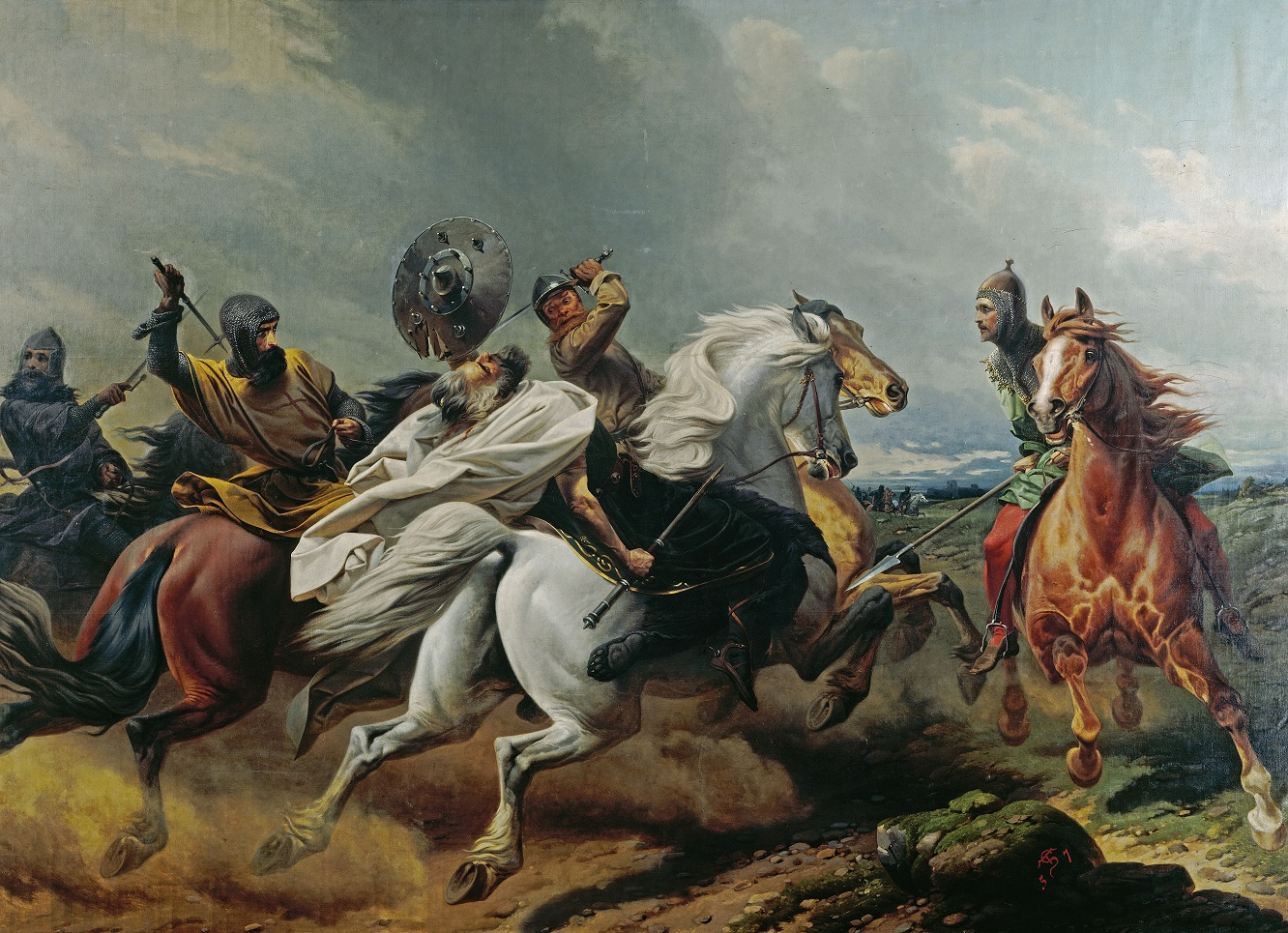
Niklot, de laatste leider der Obodriten, sneuvelt

Het jaar 1160 is het 60e jaar in de 12e eeuw volgens de christelijke jaartelling.

## Gebeurtenissen
- 13 november - Lodewijk VII van Frankrijk trouwt met Adelheid van Champagne
- Hendrik de Leeuw, hertog van Saksen, verslaat de Obodriten, en verovert hun rijk. De Obroditische leider Niklos sneuvelt. Günzel van Hagen wordt aangesteld als stadhouder van het gebied.
- De Heiji-opstand in Japan eindigt met een overwinning van Taira no Kiyomori op de Minamoto.
- Na de dood van prins Madog ap Maredudd en zijn zoon en erfgenaam Llywelllyn ap Madog raakt het prinsdom verdeeld.
- Nur ad-Din neemt Reinoud van Châtillon gevangen in Aleppo en vraagt een zeer hoog losgeld.
- Het hertogdom Stettin wordt afgesplitst van het hertogdom Pommeren met Bogislaw I als eerste hertog.
- Düsum Khyenpa, de eerste karmapa, bereikt verlichting (jaartal bij benadering)
- Keizer Frederik I Barbarossa neemt Crema in na een verschrikkelijk beleg. Hij laat de stad platbranden.
- Adolf II van Berg wordt opgevolgd door zijn zoon Engelbert I, maar delen van het graafschap gaan over naar een andere zoon Everhard I, die de eerste graaf van Altena wordt, waaruit later het graafschap Mark ontstaat.
- het prinsbisdom Lübeck neemt de plaats in van het bisdom Holstein.
- De Rôles d'Oléron, een verzameling maritieme wetten, worden uitgevaardigd door Eleonora van Aquitanië.
- Le Plaid (het Pleidooi) wordt geschreven, het eerste van een verzameling Franse vossenverhalen, waarop Van den vos Reynaerde goeddeels gebaseerd is.
- Hugo II van Vermandois doet afstand van zijn rechten en gaat het klooster in. Hij zal medestichter worden van de orde der Trinitariërs.
- De oudste versie van de stamboom van het Huis Habsburg wordt opgetekend.
- Stendal krijgt stadsrechten.
- Godfried van Rhenen, bisschop van Utrecht laat een versterking bouwen bij Woerden. (jaartal bij benadering)
- De stad Grevelingen krijgt haar eerste versterkingen.
- Begin van de bouw van de kathedraal van Genève.
- De kathedraal van Tours brandt opnieuw af.
- De kathedraal van Bayeux brandt voor de tweede keer af.
- De stadsbewoners van Mainz komen in opstand tegen bisschop Arnold van Selenhofen, die door enkele burgers vermoord wordt. Bij de daaropvolgende bisschopsverkiezing, die heel wat verdeeldheid veroorzaakt, wordt de clerus van de stad van Mainz gedwongen om Rudolf van Zähringen tot de nieuwe bisschop te benoemen. De keizer weigert echter de voordracht te aanvaarden, waardoor nogmaals een nieuwe bisschop moet worden verkozen. Hierbij kiezen de clerus en de leken Christiaan I van Buch als nieuwe bisschop.
- Kloosterstichtingen: Ludingakerk, Rinsumageest
- Voor het eerst genoemd: Bad Tölz, Hechtel, Othene, Rostock, Wenduine

## Opvolging
- Abbasiden - Al-Muqtafi opgevolgd door Al-Mustanjid
- Armagnac en Fézensac - Gerolt III opgevolgd door zijn zoon Bernard IV
- Baden en Verona - Herman III opgevolgd door zijn zoon Herman IV
- Berg - Adolf II opgevolgd door zijn zoon Engelbert I
- Fatimiden - Abu'l Qasim 'Isa al-Fa'iz opgevolgd door Abu Muhammad 'Abdullah al-Adid
- Hospitaalridders (grootmeester) - Raymond du Puy de Provence opgevolgd door Auger de Balben (jaartal bij benadering)
- Khmer-rijk - Dharanindravarman II opgevolgd door zijn neef Yasovarman II
- aartsbisdom Mainz - Arnold van Selenhofen opgevolgd door Rudolf van Zähringen; diens verkiezing ongeldig verklaard en opgevolgd door Christiaan I van Buch
- hertogdom Olomouc - Otto III opgevolgd door Wladislaus II van Bohemen
- Neurenberg - Godfried III van Raabs opgevolgd door zijn neef Koenraad II van Raabs
- Paderborn - Bernard I van Oesede opgevolgd door Evergis
- Vermandois en Valois - Hugo II opgevolgd door zijn halfbroer Roeland II
- Zweden - Erik IX opgevolgd door Magnus Henriksson

## Afbeeldingen

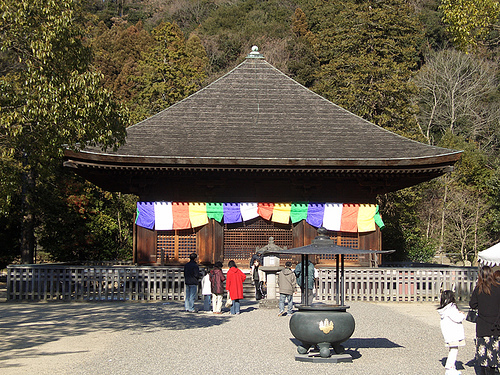
Shiramizu Amidado, een tempel in Iwaki, gebouwd 1160
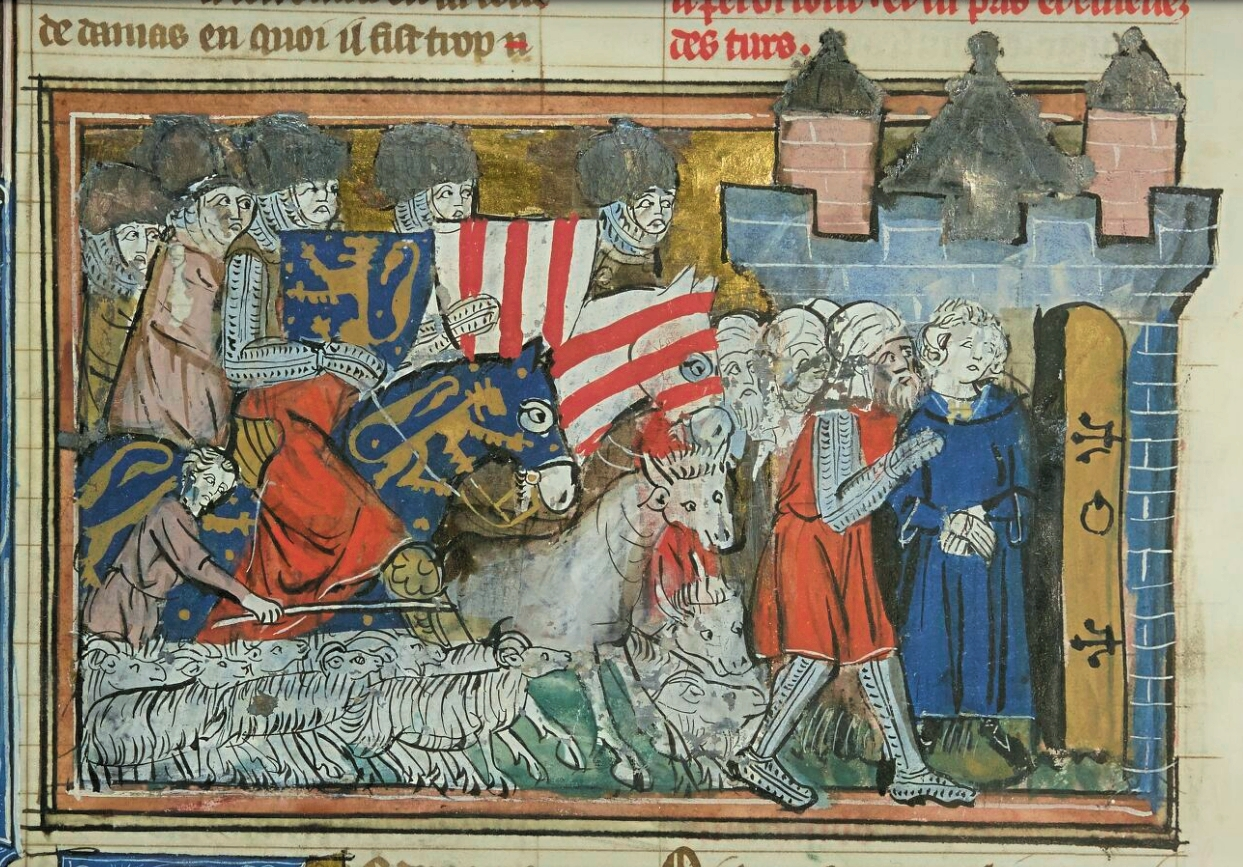
Reinoud van Châtillon gevangengenomen
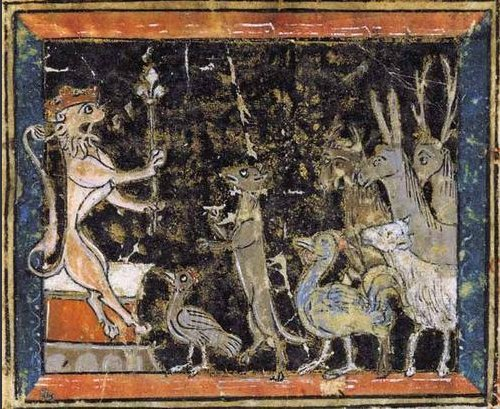
de vos Reynaerd
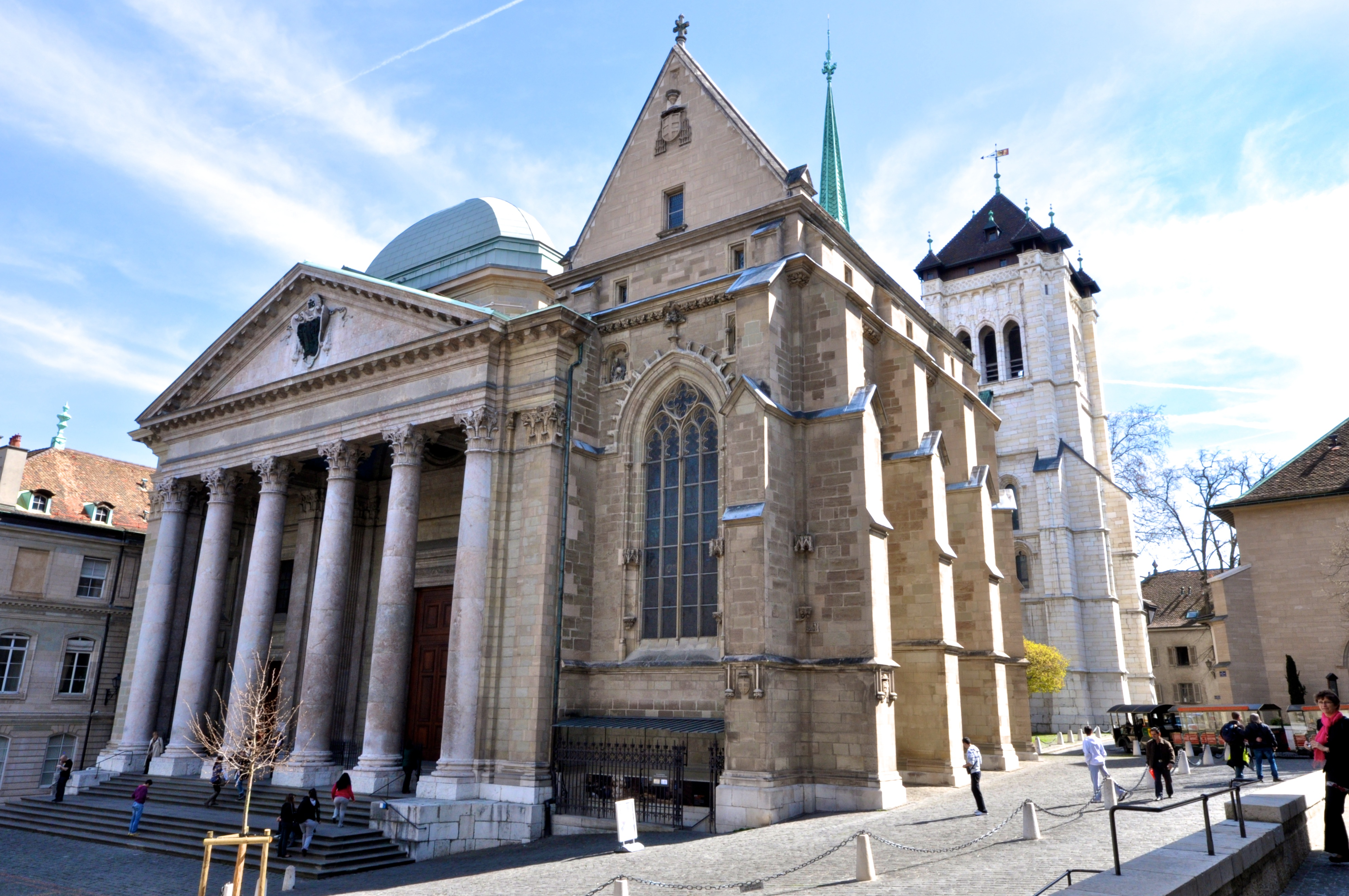
Kathedraal van Genève

## Geboren
- 4 oktober - Adelheid van Vexin, Frans prinses, verloofde van Richard Leeuwenhart
- David Kimchi, Frans rabbijn en filoloog
- Dulce van Barcelona, echtgenote van Sancho I van Portugal
- Adelheid van Courtenay, Frans edelvrouw (jaartal bij benadering)
- Adelheid van Meißen, echtgenote van Ottokar I van Bohemen (jaartal bij benadering)
- Adhemar Taillefer, graaf van Angoulême (jaartal bij benadering)
- Adolf III, hertog van Schauenburg en Holstein (jaartal bij benadering)
- Bartold V, hertog van Zahringen (1160-1218) (jaartal bij benadering)
- David van Dinant, filosoof en theoloog (jaartal bij benadering)
- Frederik II, graaf van Vianden (jaartal bij benadering)
- Hartman I, graaf van Württemberg (jaartal bij benadering)
- Ida, gravin van Boulogne (jaartal bij benadering)
- Innocentius III, paus (1198-1216) (jaartal bij benadering)
- John van Hexham, Engels geschiedschrijver (jaartal bij benadering)
- Meinhard II, graaf van Gorizia (jaartal bij benadering)
- Perotinus, Frans componist (jaartal bij benadering)
- Sibylla, koningin van Jeruzalem (1186-1190) (jaartal bij benadering)
- Sverker II, koning van Zweden (1196-1208) (jaartal bij benadering)
- Tamar, koningin van Georgië (1184-1213) (jaartal bij benadering)
- Wladislaus III Hendrik, hertog van (delen van) Moravië (1191-1222) en Bohemen (1197) (jaartal bij benadering)
- Abu Yusuf Yaqub al-Mansur, kalief van Marokko (1184-1199) (jaartal bij benadering)

## Overleden
- 16 januari - Herman III, markgraaf van Baden en Verona
- 18 maart - ibn al-Qalanisi (~69), Arabisch geschiedschrijver
- 12 mei - Otto III, hertog van Moravië-Olomouc
- 18 mei - Erik IX, koning van Zweden
- 31 mei - Mechtildis, Duits abdis
- 20 juli - Petrus Lombardus, Frans theoloog en filosoof
- 4 oktober - Constance van Castilië (~24), echtgenote van Lodewijk VII van Frankrijk
- augustus - Niklot, vorst der Obroditen (1131-1160)
- Arnold van Selenhofen, aartsbisschop van Mainz (vermoord)
- Gerolt III, graaf van Armagnac en Fézensac
- ibn Quzman (~82), Andalusisch dichter
- Godfried III, burggraaf van Neurenberg (jaartal bij benadering)
- Maria van Bohemen (~35), echtgenote van Leopold IV van Oostenrijk (jaartal bij benadering)
- Poppo, graaf van Andechs (jaartal bij benadering)
- Raymond du Puy de Provence (~76), grootmeester van de Hospitaalridders (jaartal bij benadering)